# Yachtcharter

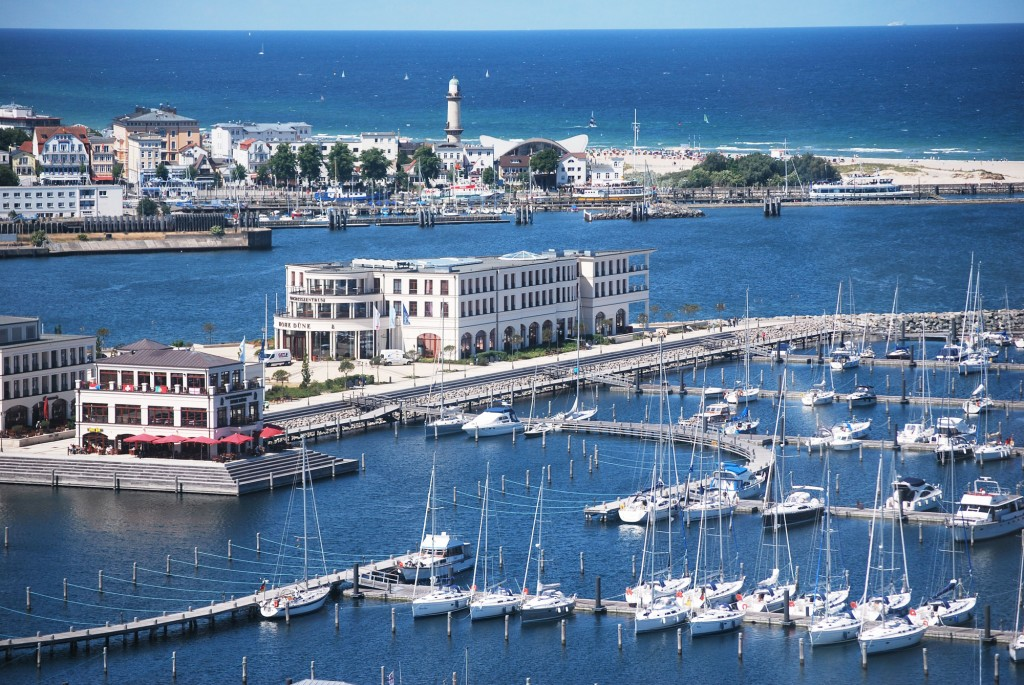
In großen Marinas finden sich häufig auch Niederlassungen von Charterfirmen, die eine Vielzahl von Modellen in diversen Größen anbieten. Im Bild Hohe Düne

Als Yachtcharter bezeichnet man das Überlassen von Segel- oder Motoryachten für einen bestimmten Zeitraum. Der Schiffseigner vermietet seine Yacht gegen eine Chartergebühr, die in der Regel vor der Reise entrichtet werden muss. Es wird ein Chartervertrag abgeschlossen, der Verpflichtungen des Vercharterers und Charterers regelt.

## Charterarten
Die Anmietung einer Charteryacht erfolgt entweder direkt beim Veranstalter oder über ein auf Yachturlaub spezialisiertes Reisebüro (Yachtcharteragentur).

### Crewed Charter
Bei der „Crewed Charter“ wird neben der Charteryacht ebenfalls das Bordpersonal vom Charterer gemietet. Das Personal besteht dabei aus einem Skipper, welcher die Yacht steuert, und (je nach Bedürfnis des Charterers) aus weiterem Personal wie etwa Köchen oder Hostessen. Da der Skipper verantwortlich für die Yacht ist, haftet der Charterer selbst in der Regel nicht für etwaige Schäden.

### Kojencharter
Mietet der Charterer nicht die ganze Yacht, sondern nur eine einzelne Koje gegen Gebühr, so wird von einer Kojencharter gesprochen. Der Charterer ist dann zwar an der Törnplanung beteiligt, die haftungsrechtliche Verantwortung trägt dabei aber der Skipper, gegebenenfalls zusammen mit dem Reeder, dem das Schiff gehört und der die Koje vermietet und die Reise organisiert. Bei der Sonderform der Kojencharter „Hand-gegen-Koje“ ist es üblich, dass der Mitreisende keine Miete für die Mitfahrt bezahlt, sondern als Gegenleistung eine Arbeitsleistung in Form von auf dem Boot anfallenden Aufgaben übernimmt. Eine Beteiligung des Mitreisenden an der Bordkasse ist dabei aber dennoch üblich. Yachten unter Deutscher Flagge, auf denen Kojencharter angeboten wird, benötigen ein Sicherheitszeugnis der BG-Verkehr, sowie die erforderlichen Fahrerlaubnisscheine, die ebenfalls durch die BG-Verkehr – Abteilung Schiffssicherheit – herausgegeben werden.

### Bareboat-Charter
Wird vom Charterer eine komplette Yacht angemietet, dabei aber auf die Buchung von zusätzlichem Bordpersonal verzichtet, wird dies als „Bareboat-Charter“ bezeichnet. Der Charterer stellt dabei den Skipper selbst und haftet entsprechend dem abgeschlossenen Chartervertrag für etwaige Schäden. Eine Yacht unter Deutscher Flagge muss hierzu ein Bootszeugnis besitzen.

### Charter-Agenturen
Als Charter-Agenturen werden Unternehmen bezeichnet, die als Mittler zwischen Bootsanbieter und Endkunde agieren. Die Serviceleistung ähnelt der von einem Reisebüro. Über diese Agenturen werden Charterverträge abgewickelt sowie in der Regel auch Versicherungen.

### Yachtcharter-Markt
Der weltweite Yachtcharter-Markt wurde 2024 auf 8,35 Milliarden USD geschätzt und wird von 2025 bis 2030 mit einer CAGR von 5,2 % wachsen.

## Chartervertrag
Der Chartervertrag bildet die rechtliche Grundlage der Yachtcharter. Er regelt die Rechte und Pflichten von Vercharterer und Charterer und enthält in der Regel folgende Bestandteile:
- Detaillierte Angaben zur Yacht (Typ, Ausstattung, Baujahr)
- Charterzeitraum (Beginn und Ende der Mietdauer)
- Chartergebühr und Zahlungsmodalitäten
- Haftungs- und Versicherungsregelungen
- Übergabe- und Rückgabeprotokoll (Zustand der Yacht)

Einige Verträge enthalten zudem spezifische Klauseln, etwa zu Stornierungsbedingungen, Havariefällen oder Rückführungsregelungen im Notfall.

## Zusätzliche Aspekte der Yachtcharter

### Versicherung
Neben der standardmäßigen Haftpflichtversicherung für Yachten sind Kaskoversicherungen üblich, um Schäden am Schiff abzudecken. Charterkunden sollten vor Vertragsabschluss prüfen, welche Risiken durch die Versicherung des Vercharterers gedeckt sind und ob eine zusätzliche Skipper-Haftpflichtversicherung erforderlich ist.

### Ausrüstung
Charteryachten sind üblicherweise mit Navigationsinstrumenten, Sicherheitsausrüstung, Rettungsmitteln sowie Komforteinrichtungen wie Küche, Sanitäreinrichtungen und Schlafkabinen ausgestattet. In bestimmten Revieren sind zusätzliche Ausrüstungsgegenstände wie EPIRB (Notrufbake) oder Rettungswesten mit AIS gesetzlich vorgeschrieben.

### Nebenkosten
Neben der eigentlichen Chartergebühr fallen zusätzliche Kosten an, darunter:
- Treibstoffkosten
- Hafengebühren und Liegeplatzkosten
- Endreinigung der Yacht
- Verpflegung und Bordkasse

### Verantwortung des Charterers
Während der Charterzeit trägt der Charterer die Verantwortung für das Schiff, die Crew und die Einhaltung der gesetzlichen Vorschriften. Dazu gehören:
- Beachtung von Navigations- und Sicherheitsregeln
- Einhaltung der Einreise- und Zollbestimmungen bei internationalen Törns
- Umweltauflagen, z. B. Müllentsorgung und Ankerverbote in Schutzgebieten

Ein sorgfältiges Check-in- und Check-out-Protokoll kann helfen, Missverständnisse bei der Rückgabe der Yacht zu vermeiden.

### Sicherheitsbestimmungen für Charteryachten
Für Charteryachten gelten strenge Sicherheitsbestimmungen. Diese umfassen unter anderem die regelmäßige Wartung der Yacht, die Einhaltung von Sicherheitsstandards und die Vorhaltung der vorgeschriebenen Sicherheitsausrüstung. In Deutschland werden diese Sicherheitsbestimmungen von der BG-Verkehr überwacht.